# Björgvin Páll Gústavsson
Pour les articles homonymes, voir Gustavsson.
Björgvin Páll Gústavsson , né le 24 mai 1985 à Hvammstangi (Islande), est un handballeur islandais qui joue au poste de gardien de but. Il est notamment vice-champion olympique en 2008.

## Palmarès

### En club
Compétitions internationales
- finaliste de la Coupe de l'EHF (C3) en 2010

Compétitions nationales
- championnat d'Islande en 2022
- coupe d'Islande en 2021, 2022

### En sélection
Jeux olympiques

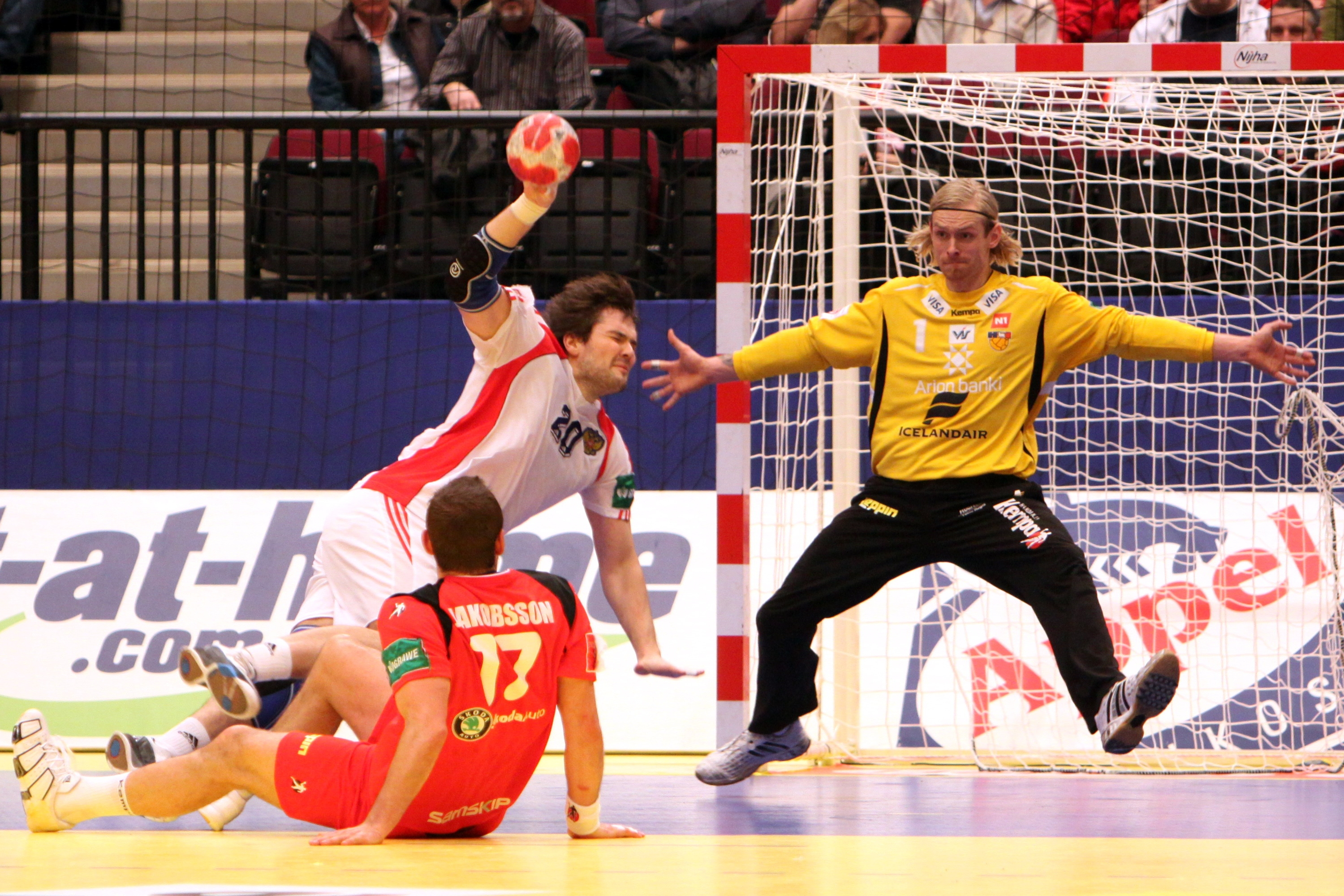
Gústavsson lors du Championnat d'Europe 2010.

- Médaille d'argent aux Jeux olympiques 2008 de Pékin,  Chine
- 10e place aux Jeux olympiques 2012 de Londres,  Royaume-Uni

Championnats d'Europe
- Médaille de bronze au Championnat d'Europe 2010 en  Autriche
- 10e place au Championnat d'Europe 2012 en  Serbie
- 5e place au Championnat d'Europe 2014 au  Danemark
- 13e place au Championnat d'Europe 2016 en  Pologne
- 13e place au Championnat d'Europe 2018 en  Croatie

Championnats du monde
- 6e place au Championnat du monde 2011 en  Suède
- 11e place au Championnat du monde 2015 au  Qatar
- 14e place au Championnat du monde 2017 en  France
- 11e place au Championnat du monde 2019 au  Danemark et en  Allemagne

### Récompenses individuelles
- élu meilleur gardien de but en Suisse en 2010 et 2011

## Galerie

Gústavsson à la parade en 2020
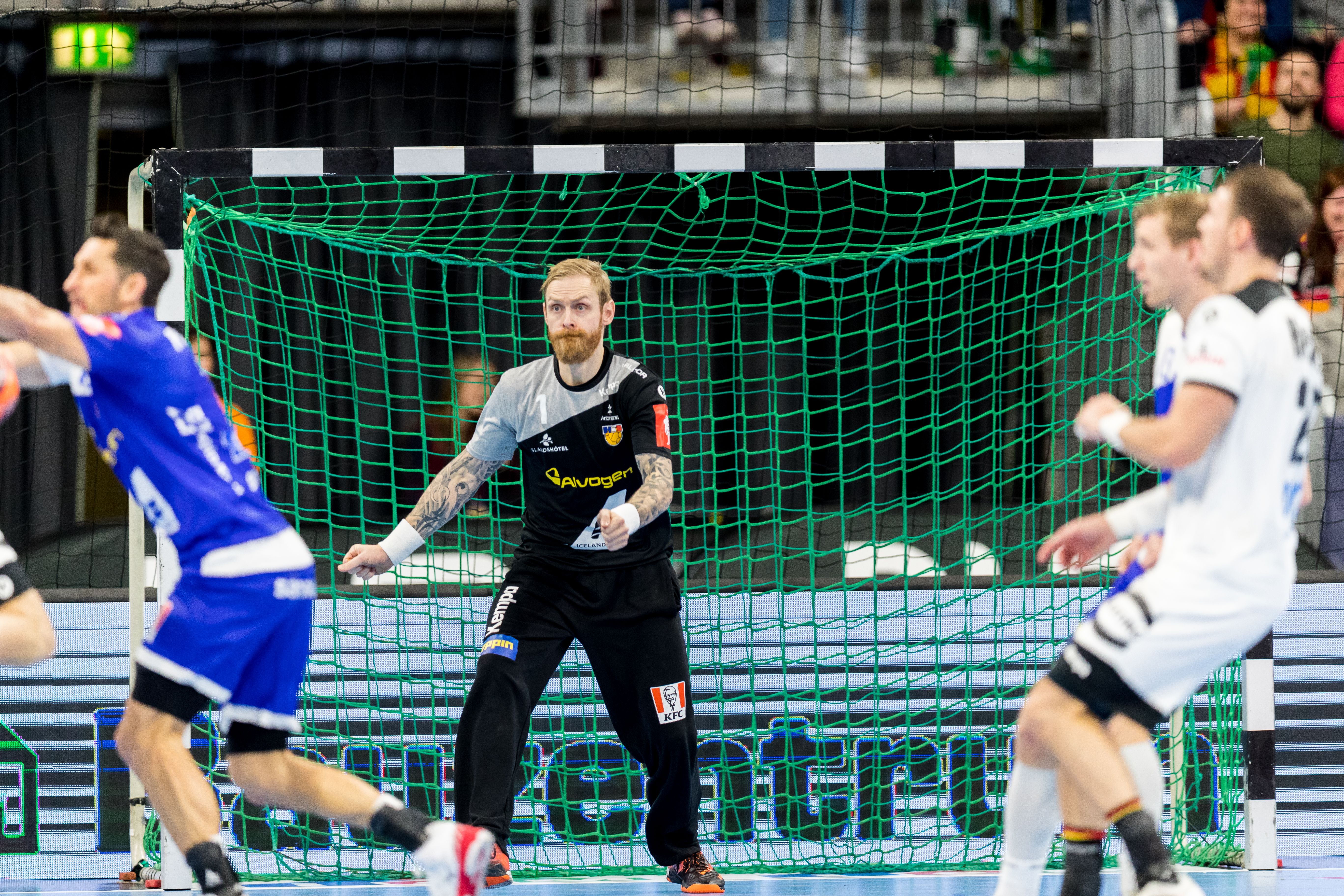
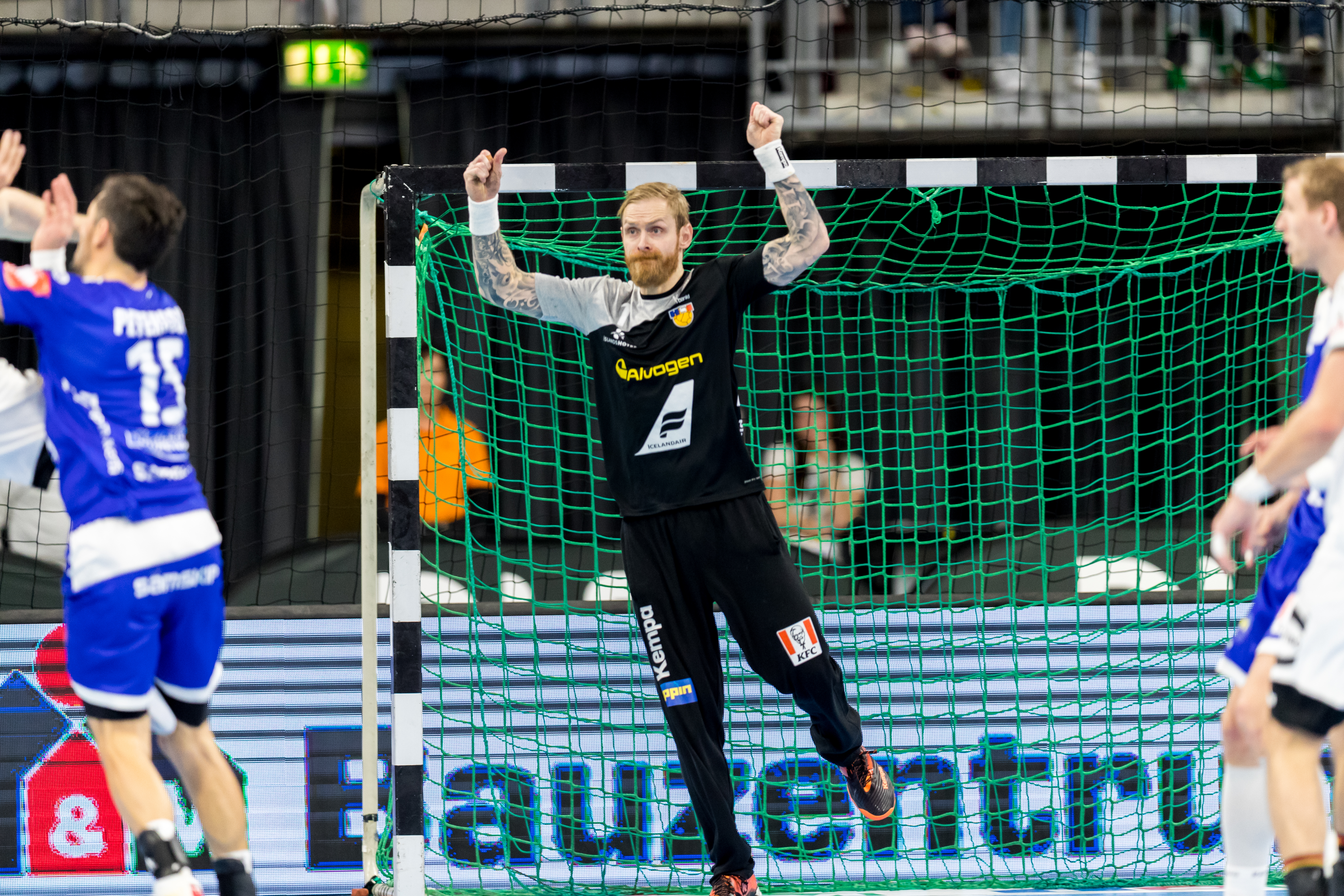
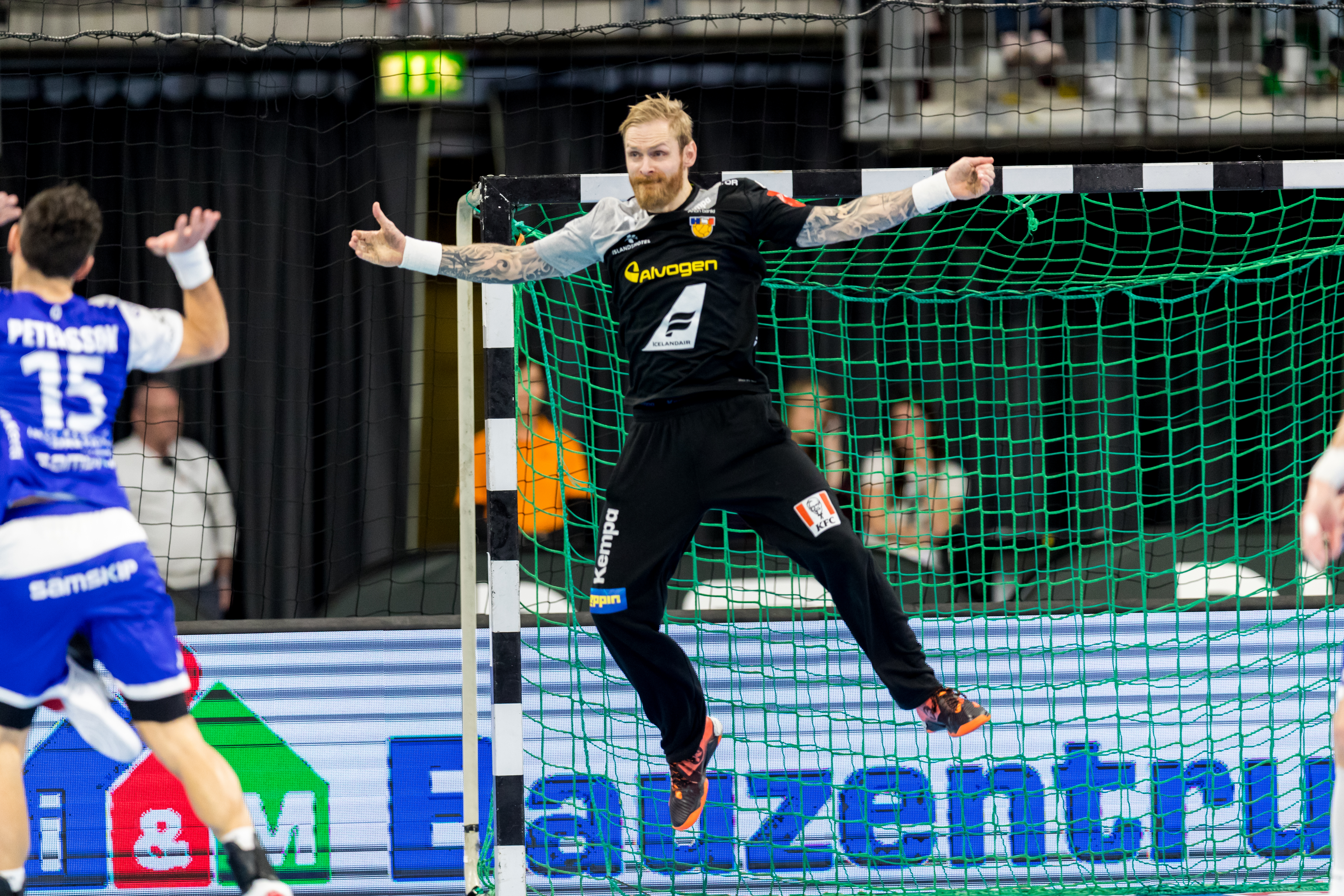
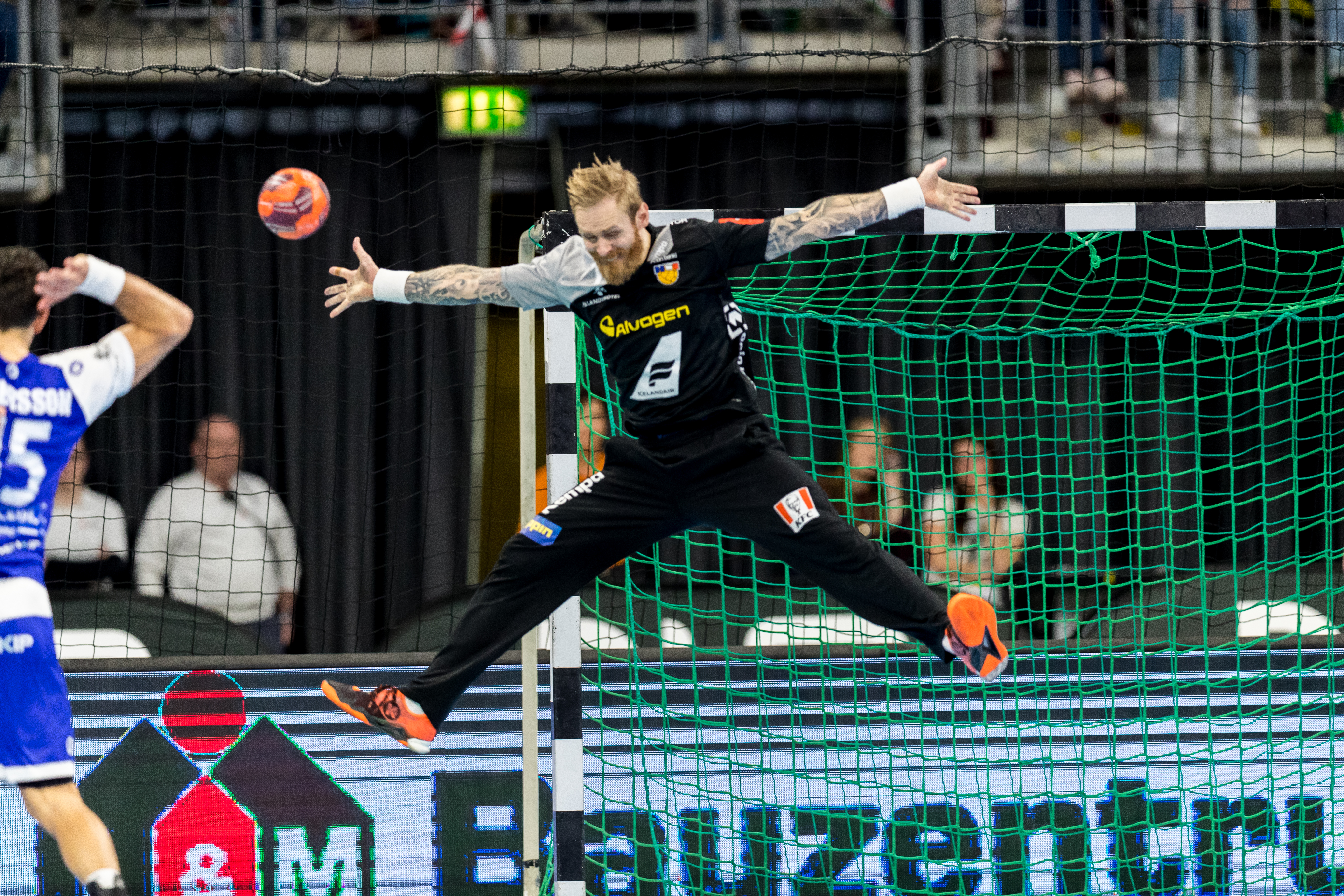
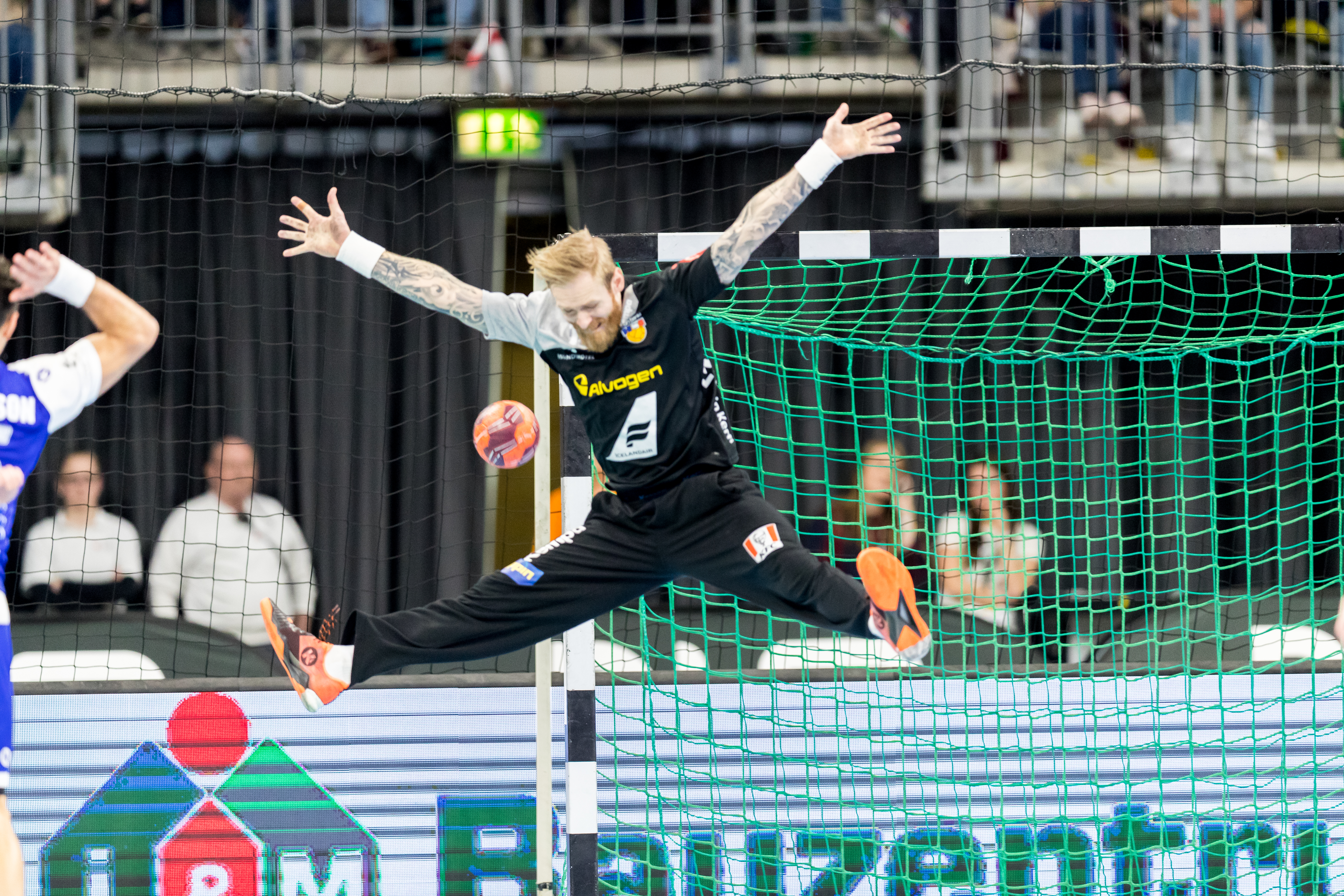